# Pollanden
Pollanden ist ein Gemeindeteil der Gemeinde Alfeld im Landkreis Nürnberger Land (Mittelfranken, Bayern). Die Gemarkung Pollanden liegt teils auf dem Gemeindegebiet von Alfeld, teils auf dem Gemeindegebiet von Happurg. Sie hat eine Fläche von 12,461 km² und ist in 1834 Flurstücke aufgeteilt, die eine durchschnittliche Flurstücksfläche von 6794,63 m² haben. In ihr liegen neben dem namensgebenden Ort die Gemeindeteile Gotzenberg, Lieritzhofen, Röthenfeld, Seiboldstetten, Waller, Wettersberg und Wörleinshof.

## Lage
Westlich des Dorfes steigt das Gelände zu bewaldeten Anhöhen der Fränkischen Schweiz an, etwa die Hallohe (578 m ü. NHN). Im Süden liegt das Naturschutzgebiet Rinntal bei Alfeld. Eine Gemeindeverbindungsstraße führt nach Gotzenberg (1,3 km nördlich) bzw. zur Staatsstraße 2236 bei Alfeld (0,8 km östlich).

## Geschichte
Während des Mittelalters wurde der Ort „Bonlenten“ genannt, der Name bedeutet bei den Bohnenfeldern.
Durch die zu Beginn des 19. Jahrhunderts im Königreich Bayern durchgeführten Verwaltungsreformen wurde mit dem zweiten Gemeindeedikt die Ruralgemeinde Pollanden gegründet. Sie unterstand in Verwaltung und Gerichtsbarkeit dem Landgericht Hersbruck. Neben dem Hauptort gehörten dazu Gotzenberg, Lieritzhofen, Seiboldstetten, Waller und Wettersberg. Röthenfeld und Wörleinshof wurden erst später auf dem Gemeindegebiet von Pollanden gegründet.
1969 wurde zunächst der Gemeindeteil Gotzenberg in die Gemeinde Thalheim umgegliedert, die wiederum bei der Gebietsreform in Bayern in der Gemeinde Happurg aufging. Am 1. April 1971 erfolgte die Eingemeindung der verbleibenden Gemeindeteile nach Alfeld.
Seit 2019 formiert sich die Trainingsgemeinschaft Maschinenfabrik Pollanden, um eine homogene Ausgangsbasis im Ausdauersport zu schaffen, da in Pollanden keinerlei Sportanlagen existieren.

## Baudenkmäler

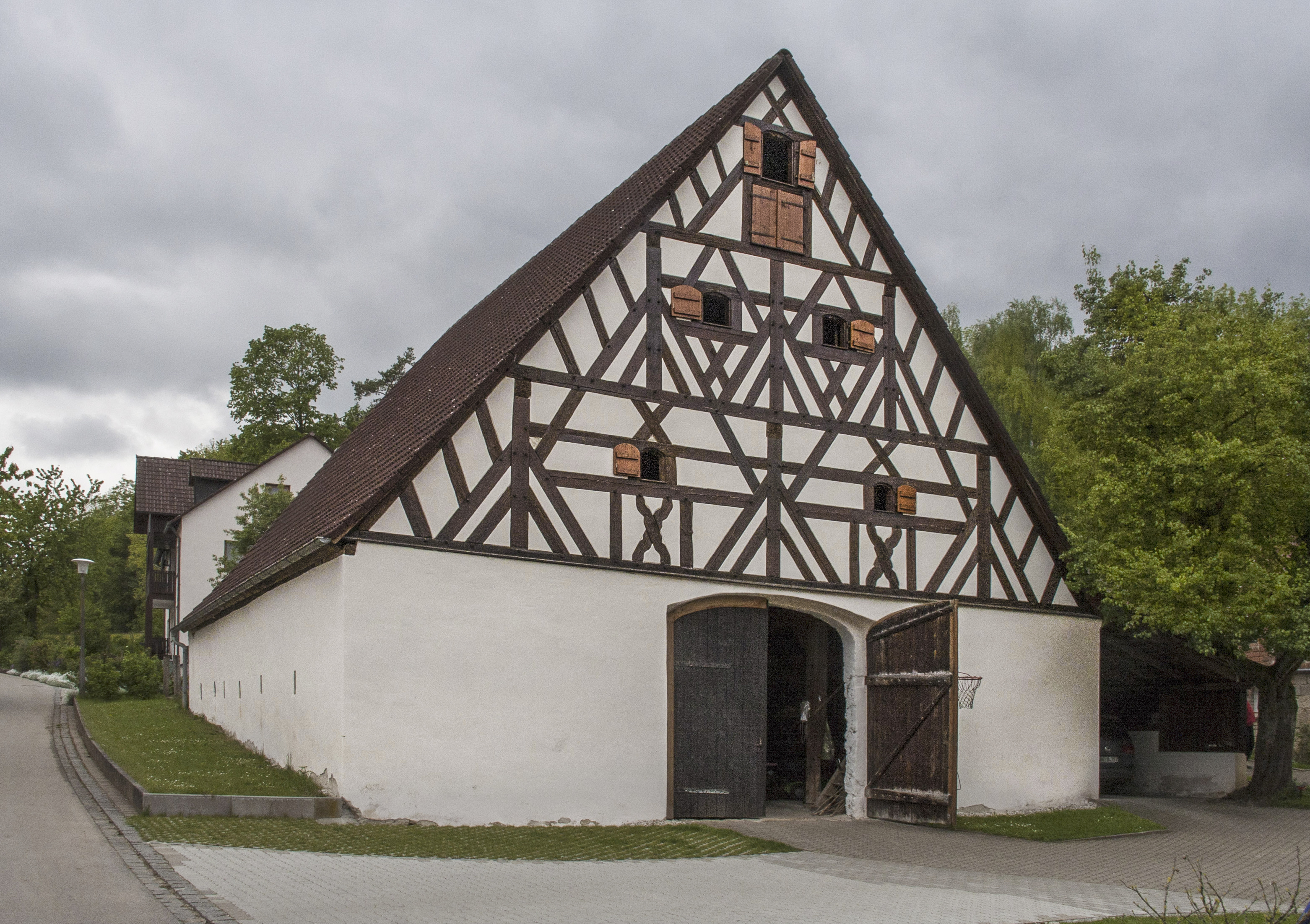
Scheune in Pollanden

In Pollanden ist eine Scheune aus dem 18. Jahrhundert unter Denkmalschutz gestellt.